# Guillaume Faugues
Guillaume Faugues (actiu entre 1460–1475) fou un compositor francès. Se'n sap molt poc de la seva vida, però una part significativa del seu treball sobreviu en la forma de cinc versions de missa (un gran repertori supervivent per a un compositor de l'època). Faugues ocupa un lloc important en la història de la missa paròdia a causa del seu ús d'aquesta tècnica, particularment a la Missa Le serviteur.
Faugues era capellà de la Santa Capella de Bourges als anys 1462-1463, i també era el mestre del cor de nens durant aquells anys, quan sens dubte va conèixer Johannes Ockeghem, de qui se sap que visitava Bourges aquell any, i també va ensenyar a Philippe Basiron qui aleshores era un nen del cor.
Faugues és esmentat per dos contemporanis: Loyset Compère el cita al seu motet Omnium bonorum plena (anterior a 1474), una peça què esmenta els compositors que Compère admirava, molts d'ells membres de la catedral de Cambrai. Faugues és també lloat per Johannes Tinctoris per les seves varietes, com va demostrar especialment a la seva missa Vinus vina vinum. Les obres de Faugues van ser àmpliament admirades durant el seu període d'activitat, i potser influïren en els treballs de Johannes Martini.

## Obres
- Missa L'homme armé (basada en la melodía de L'homme armé)
- Missa La basse danse (basada en la melodía de basse danse)
- Missa Vinus vina vinum
- Missa Le serviteur
- Missa Je suis en la mer